# Czesław Parzyszek
Czesław Parzyszek SAC (ur. 6 listopada 1943 w Rudzie Talubskiej) – prof. dr hab., ksiądz katolicki, wieloletni prowincjał pallotyńskiej Prowincji Chrystusa Króla.

## Życiorys
Święcenia kapłańskie przyjął 8 czerwca 1969 w Ołtarzewie z rąk abp. Bronisława Dąbrowskiego.
W latach 1972–1978 pełnił funkcję prefekta alumnów i wykładowcy w Wyższym Seminarium Duchownym w Ołtarzewie, następnie był magistrem nowicjatu w Ząbkowicach Śląskich.
W okresie 1992–1997 był konsultorem Komisji Episkopatu Polski ds. Apostolstwa Ludzi Świeckich. W latach 1996–2005 sprawował funkcję wiceprzewodniczącego Komisji Mieszanej: Biskupi – Wyżsi Przełożeni oraz przewodniczył Konferencji i Konsulcie Wyższych Przełożonych Zakonów Męskich w Polsce, a także Komisji Zakonnej ds. Współpracy z Laikatem i ds. Powołań.
W latach 1989–1996 był członkiem Komisji przy Episkopacie Polski ds. Misji. Był też konsultorem Komisji Episkopatu ds. Apostolstwa Ludi Świeckich.
W 1999 roku brał udział w Zgromadzeniu Specjalnym Europejskiego Synodu Biskupów.
W 2003 obronił doktorat na UKSW, w 2008 roku otrzymał habilitację na Wydziale Teologicznym UKSW.
Ks. Czesław Parzyszek był prowincjałem warszawskiej Prowincji Chrystusa Króla Stowarzyszenia Apostolstwa Katolickiego (pallotyni) w latach 1984–1993 oraz 1996 – 2005.
Obecnie jest przewodniczącym Krajowej Rady Zjednoczenia Apostolstwa Katolickiego, członkiem Komisji ds. Instytutów Życia Konsekrowanego i Stowarzyszeń Życia Apostolskiego Konferencji Episkopatu Polski, profesorem UKSW i kierownikiem Katedry Hagiografii, wykładowcą w Wyższym Seminarium Duchownym Księży Pallotynów w Ołtarzewie, a także wicedyrektorem i wykładowcą w Instytucie Teologii Apostolstwa, który działa jako punkt konsultacyjny UKSW, członkiem Krajowej Rady Duszpasterstwa ds. Powołań i wiceprowincjałem pallotynów. Autor książek, artykułow naukowych i popularnonaukowych, współorganizator sympozjów i kongresów. Wygłosił szereg referatów naukowych.
Prowadzi rekolekcje dla kapłanów, sióstr zakonnych, rekolekcje dla świeckich i misje ludowe, a także katechezy na antenie Radia Maryja i uczestniczy w spotkaniach Rodziny Radia Maryja.

## Publikacje
- Świecki chrześcijanin w świecie, „Communio” 1(1981)6, s. 28–43.
- Apostolstwo świeckich jako odpowiedź Miłosiernemu Bogu w pismach św. Wincentego Pallottiego, w: Powołanie człowieka, t. 4: Powołanie do apostolstwa, Poznań 1975, s. 320–347.
- W służbie Kościoła i świata, Warszawa 2003. ISBN 83-87596-95-7.
- Duchowość apostolska według św. Wincentego Pallottiego, Ząbki 2004. ISBN 83-7031-364-7.
- Pallotti. Prekursor apostolstwa świeckich, Ząbki 2005. ISBN 83-7031-451-1.
- Życie konsekrowane w posoborowym nauczaniu Kościoła, Ząbki 2008
- Posłuszeństwo i posługa władzy, Ząbki 2009
- Nowa ewangelizacja – drogą Kościoła do nadziei, Ząbki 2010.

## Źródła
- Ks. prof. dr hab. Czesław Józef Parzyszek SAC, [w:] baza „Ludzie nauki” portalu Nauka Polska (OPI PIB) [dostęp 2011-07-20].